# William H. Blanchard

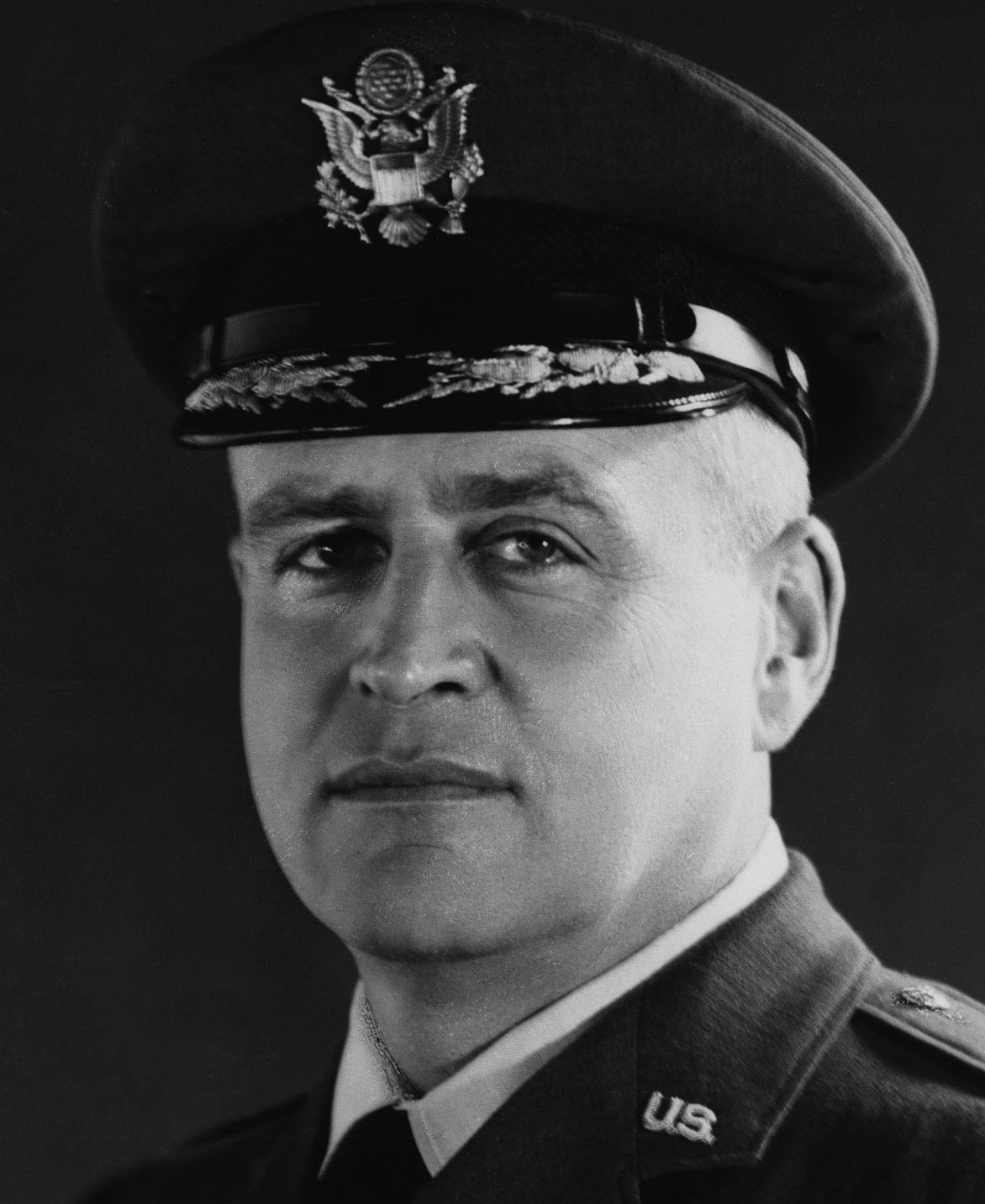
William H. Blanchard

William Hugh Blanchard (* 6. Februar 1916 in Boston, Massachusetts; † 31. Mai 1966 in Washington, D.C.) war ein US-amerikanischer General der US Air Force, der während des Zweiten Weltkrieges maßgeblich an strategischen Bombereinsätzen beteiligt und zuletzt von 1965 bis 1966 Vize-Chef des Luftwaffenstabes (Vice Chief of Staff of the Air Force) war.

## Leben

### Ausbildung zum Luftwaffenoffizier
Blanchard absolvierte seine schulische Ausbildung an der High School in Chelsea sowie an der Phillips Exeter Academy und begann seine militärische Ausbildung 1934 an der US Military Academy in West Point, die er 1938 abschloss. Nach Beendigung der Pilotenausbildung auf den Militärflugplatz Randolph Air Force Base und Kelly Field Air Force Base 1939 fand er Verwendungen als Flugausbilder und Leiter der erweiterten Pilotenausbildung beim Flugausbildungskommando (Flying Training Command), ehe er 1943 zum Dienst bei dem aus den neu entwickelten Boeing B-29 „Superfortress“-Bombern gebildeten Bombergeschwader auf dem Stützpunkt Salina Army Airfield abgeordnet wurde.

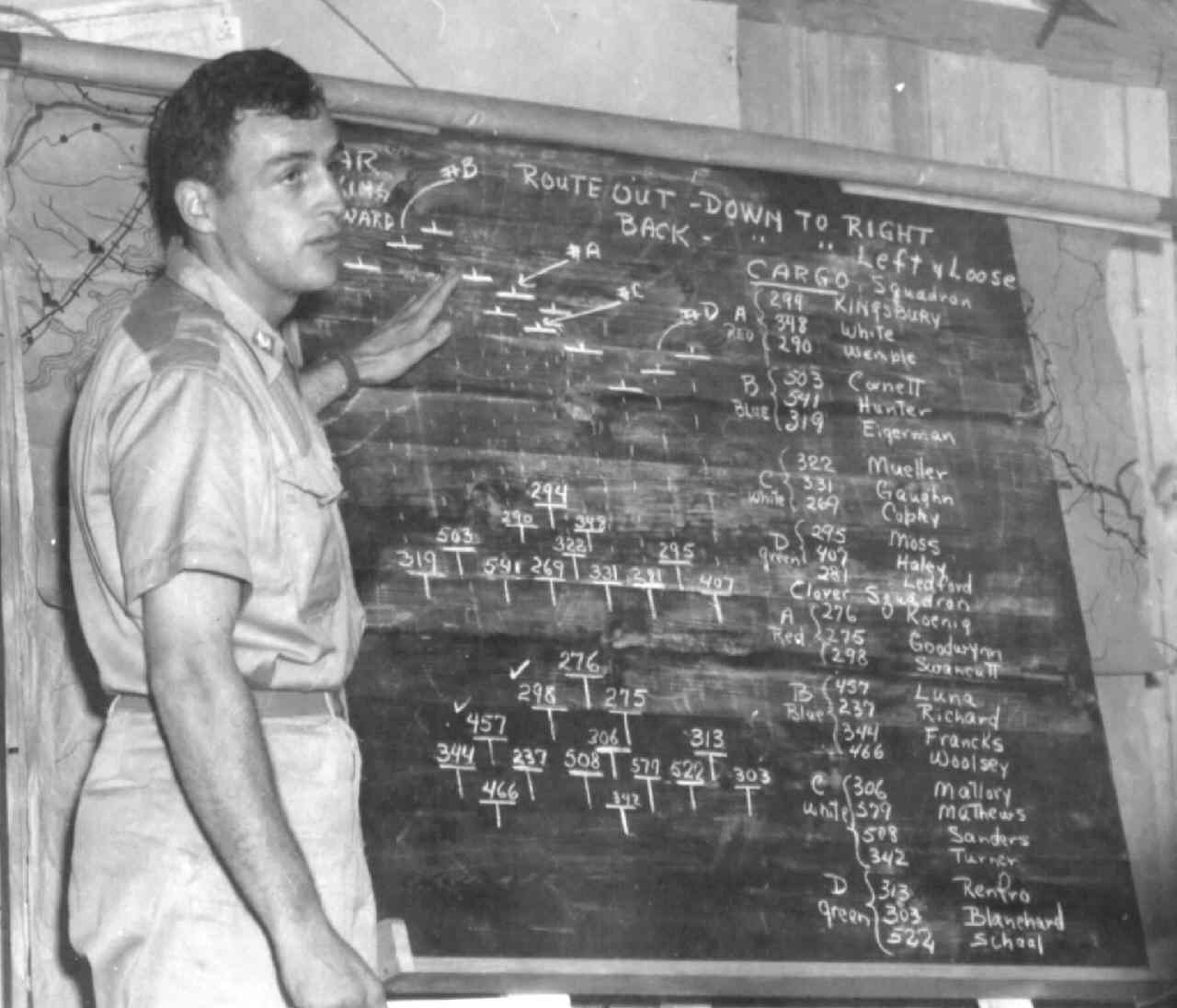
Blanchard bei der Planung des Bombereinsatzes gegen das Shōwa Seitetsusho-Stahlwerk in Anshan am 26. September 1944

1944 wurde Blanchard stellvertretender Kommandeur des 58th Bombardment Wing und flog mit diesem die ersten B-29 „Superfortress“-Bomber nach China, um von dort aus an strategischen Bomberoperationen gegen die japanischen Besatzungstruppen in China sowie gegen das japanische Festland teilzunehmen. Später wurde er im Range eines Obersts Kommandeur der ebenfalls aus B-29-Bombern bestehenden 40th Bombardment Group und wurde aufgrund seiner dortigen Verdienste mit dem Silver Star, dem Legion of Merit sowie zwei Mal mit dem Distinguished Flying Cross geehrt.
Zuletzt fand Blanchard im Zweiten Weltkrieg Verwendung als Operationsoffizier beim 21st Bomber Command auf den Marianen. Dort war er für Planung und Durchführung von Tiefflugeinsätzen gegen wichtige japanische Ziele verantwortlich wie zum Beispiel gegen das Shōwa Seitetsusho-Stahlwerk in Anshan am 26. September 1944. Auf dem Höhepunkt des Zweiten Weltkrieges war er verantwortlich für die Vorbereitung und Überwachung der umfangreichen Operationsbefehle für den ersten Atombombenabwurf auf Hiroshima.
Nach dem Ende des Zweiten Weltkrieges wurde Blanchard aufgrund seiner Erfahrung bei Atombomben-Einsätzen Kommandeur des 509th Bombardment Wing und war als solcher an der Operation Crossroads beteiligt, der zweiten Kernwaffentestoperation der US-Streitkräfte auf dem Bikini-Atoll im amerikanischen Treuhandgebiet Pazifische Inseln im Sommer 1946. 1948 wurde er Leiter der Operationsabteilung der zum Strategischen Luftwaffenkommando SAC (Strategic Air Command) gehörenden 8th Air Force und befasste sich in dieser Funktion mit der Atomwaffenausbildung der Flugbesatzungen der Convair B-36 „Peacemaker“-strategischen Langstreckenbomber. Anschließend war er Kommandeur verschiedener B-36 „Peacemaker“- und Boeing B-50 „Superfortress“-Verbände des SAC.

### Aufstieg zum General

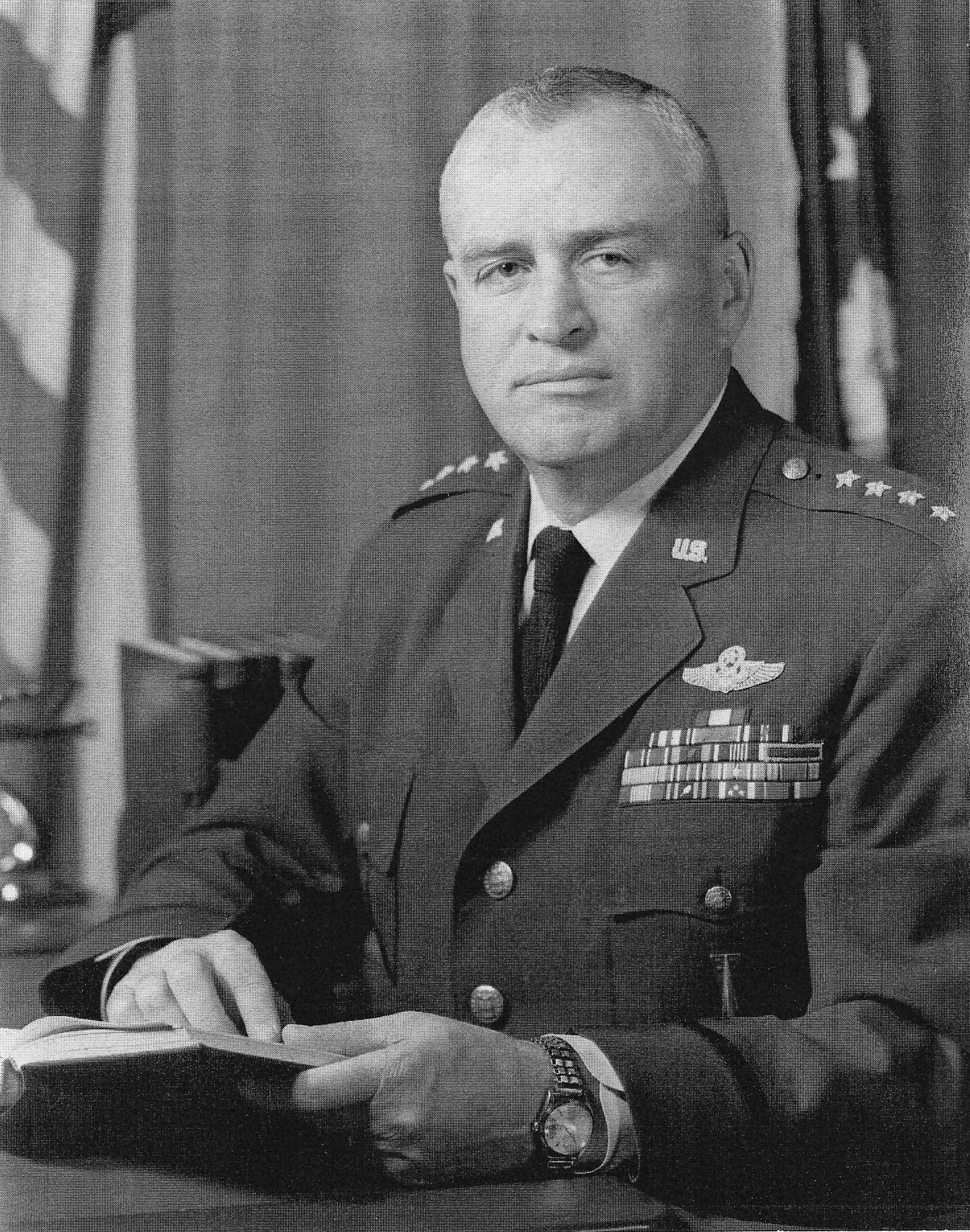
General William H. Blanchard als Vice Chief of Staff of the Air Force

1953 wurde Blanchard Brigadegeneral sowie stellvertretender Leiter der Operationsabteilung des Strategic Air Command und gehörte im Juni 1956 zu einer Gruppe von Luftwaffenoffizieren, die den damaligen Chef des Luftwaffenstabes, General Nathan F. Twining, bei einem offiziellen Besuch in der Sowjetunion begleiteten, der unter anderem Besichtigungen militärisch interessanter Gebiet in Moskau und Stalingrad einschloss. Er erhielt in dieser Verwendung zum zweiten Mal den Legion of Merit in Form eines bronzenen Eichenlaubzweiges zum ersten Legion of Merit. 1957 wurde er Kommandeur der ebenfalls zum SAC gehörenden und in Großbritannien stationierten 7th Air Division und erhielt in dieser Verwendung ein drittes Mal den Legion of Merit in Form eines zweiten bronzenen Eichenlaubzweiges zum ersten Legion of Merit. Nach seiner Rückkehr in die USA war er zwischen 1960 und 1961 als Generalmajor Leiter der Operationsabteilung des Strategic Air Command.
Nach fünfzehnjähriger ununterbrochener Verwendung im SAC wurde Blanchard 1961 zum Generalleutnant befördert und fungierte bis 1963 als Generalinspektor der US Air Force. Für die dortigen Verdienste wurde ihm die Air Force Distinguished Service Medal verliehen. Im August 1963 wurde er zunächst stellvertretender Chef des Luftwaffenstabes für Programme und Anforderungen (Deputy Chief of the Air Staff for Programs & Requirements) und danach im Februar 1964 stellvertretender Chef des Luftwaffenstabes für Planung und Operationen (Deputy Chief of Staff for Plans & Operations). Zusätzlich wurde er Ende 1964 in Personalunion Leitender Luftwaffenvertreter im Militärischen Stabskomitee bei den Vereinten Nationen.
Am 19. Februar 1965 wurde Blanchard zum General befördert und übernahm als Nachfolger von General John P. McConnell den Posten als Vize-Chef des Luftwaffenstabes (Vice Chief of Staff of the Air Force). In dieser Funktion befasste er sich maßgeblich mit den wachsenden personellen und materiellen Anforderungen an die US-amerikanischen Luftstreitkräfte. Knapp 15 Monate nach Amtsantritt verstarb Blanchard am 31. Mai 1966 an den Folgen eines Herzinfarkts und wurde daraufhin am 3. Juni 1966 auf dem United States Air Force Academy Cemetery in Colorado Springs beigesetzt.
Im Laufe seiner militärischen Laufbahn wurde Blanchard mehrfach ausgezeichnet und erhielt unter anderem die Air Force Distinguished Service Medal, den Silver Star, den Legion of Merit mit zwei Eichenlaubzweigen, das Distinguished Flying Cross mit Eichenlaubzweig, die Bronze Star Medal, die Air Medal mit Eichenlaubzweig, die Presidential Unit Citation sowie die Asiatic Pacific Medal mit sechs bronzenen Sternen.